# Lordotus lutescens
Lordotus lutescens är en tvåvingeart som beskrevs av Johnson 1959. Lordotus lutescens ingår i släktet Lordotus och familjen svävflugor. Inga underarter finns listade i Catalogue of Life.